# Barbarea bracteosa
Barbarea bracteosa är en korsblommig växtart som beskrevs av Giovanni Gussone. Barbarea bracteosa ingår i släktet gyllnar, och familjen korsblommiga växter. IUCN kategoriserar arten globalt som otillräckligt studerad. Inga underarter finns listade i Catalogue of Life.

## Bildgalleri

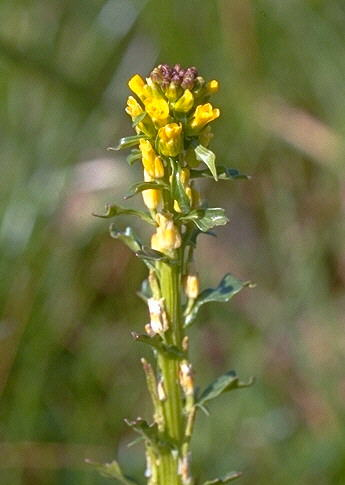
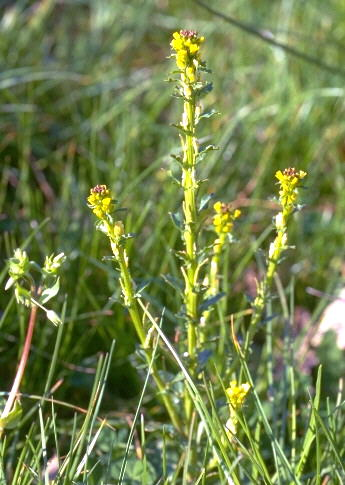
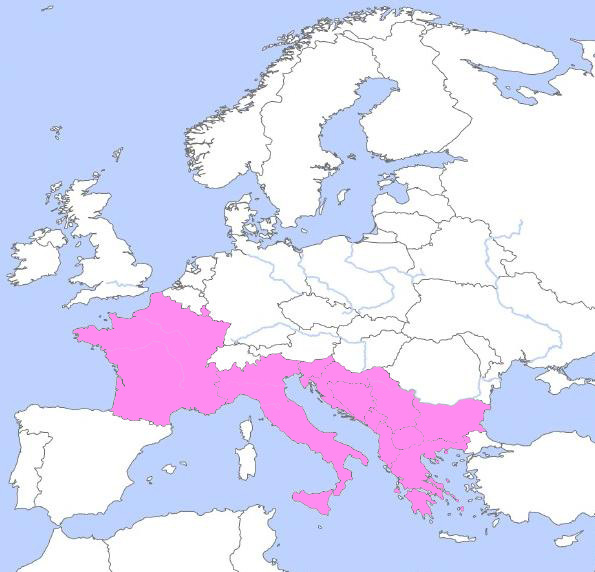